# Latifa
Latifa Bint Alaya El Arfaoui, nota solo come Latifa (لطيفة) (Manouba, 14 febbraio 1961), è una cantante tunisina.